# Copilul fluviului
Copilul fluviului (1997) (titlu original Child of the River) este un roman de Paul McAuley. Cartea, prima din seria Confluenței, prezintă un viitor care are loc peste milioane de ani, într-o lume fantasy ale cărei artefacte și elemente de magie sunt desprinse din recuzita hard science fiction-ului. Ea a fost creată prin inginerie genetică de specia misterioasă a Proteguitorilor, dar o insurecție a dus la distrugerea majorității mașinilor și la un declin tehnologic.
Romanul a fost urmat de Ancients of Days (1998) și Shrine of Stars (1999).

## Intriga
Edilului din Aeolis îi este adus un copil care fusese descoperit plutind într-o ambarcațiune pe Marele Fluviu, alături de o femeie moartă. Micuțul primește numele Yamamanama, iar Edilul îl educă și-i pregătește un viitor în aparatul birocratic. Lucrurile se schimbă atunci când în Aeolis sosește misteriosul doctor Dismas, care îl răpește pe tânăr. El dorește să-l folosească într-un război împotriva „ereticilor”, refuzând însă să dezvăluie motivele pentru care îl consideră special.
Yama evadează și ajunge în necropola orașului Aeolis, unde găsește un cuțit care se dovedește a fi o armă letală, care se încarcă de la soare. După revenirea acasă, Edilul rezolvă ca el să devină funcționar pentru Prefectul Corin din Is. Însă desfășurarea evenimentelor îl determină pe tânăr să-și pună întrebări despre originile sale, mai ales că descoperă faptul că posedă talentul rar de a controla mașinile. Nefiind atras de munca de funcționar, pornește în căutarea aventurii alături de Pandaras și de războinica Tamora, pentru a lupta împotriva ereticilor. Aceștia din urmă au însă propriile planuri în legătură cu tânărul extrem de talentat, pe care vor să-l folosească ca să ajungă la putere.
Pentru a-și afla adevărata identitate și moștenire, Yama trebuie să găsească o cale de a intra în Palatul Memoriei Poporului. Astfel, află că este singura legătură genetică dintre populația prezentă a planetei și anticii Constructori, una dintre rasele create pentru a-i servi pe Proteguitori. Aceștia din urmă sunt cei care, prin inginerie genetică, au populat Confluența cu o mie de specii diferite, în slujba cărora au pus mașini. O perioadă tulbure din istorie a determinat locuitorii să se revolte împotriva tehnologiilor, aducându-i la stadiul unei societăți medievale. Rolul științific al Proteguitorilor a fost uitat, ei fiind acum venerați ca zeități.
Moștenirea pe care o poartă face ca Yama să devină un pion extrem de important, căutat de toate taberele care-și doresc puterea pe Confluență.

### Capitole
| - Luntrea cea albă - Anahoretul - Doctorul Dismas - Yamamanama - Asediul - Casa felinarelor-fantomă - Căpetenia - Măjarul - Pumnalul | - Custozii Orașului Morților - Prefectul Corin - Execuția - Pelerinii - Bandiții - Magistratul - Cateranul - Târgul de pe apă - Creatura din sticlă | - Iachimo - Bărbatul-scorbură - Neamul-cel-feroce - Tărâmul vântului - Templul Fântânii Negre - Femeia în alb - Asasinul - Palatul Memoriei Poporului |

## Opinii critice
Library Journal consideră cartea „o saga SF/fantasy ambițioasă, ce se desfășoară pe o planetă unde tehnologiile sunt străvechi și interzise”. Kirkus Reviews apreciază că romanul este „agreabil și complex, provocator și ispititor”, în timp ce Locus vede în el „o fuziune de hard SF și fantasy [...] un viitor incredibil de fantastic, dar care, în timp, se divedește a fi guvernat de rațiunea științifică”. SFF World' îl compară cu unele dintre operele lui Robert Silverberg, cu Imperiul atomului a lui A. E. van Vogt și cu Orașul și stelele a lui Arthur C. Clarke. Într-o notă similară, Epiphyte Book Review este de părere că „dacă Gene Wolfe ar fi scris Lumea Inelară, cam așa ar fi arătat”.